# Manuel Pando Fernández de Pinedo
Manuel de Pando y Fernández de Pinedo (Madrid, 22 de diciembre de 1792 -id., 20 de febrero de 1872), IV marqués de Miraflores y grande de España, fue un político, diplomático e historiador español,  también marqués de Pontejos, conde de Villapaterna y de la Ventosa, señor de Villargarcía del Pinar y de Miraflores, caballero de la Orden del Toisón de Oro, caballero gran cruz de la Orden de Carlos III, caballero de la Legión de Honor francesa y la Orden de Cristo portuguesa.

## Vida

### Juventud
El marqués era el segundo hijo del influyente vizcaíno Carlos Pando y Álava, que formaba parte de la camarilla del futuro Fernando VII. A los nueve años fue paje del rey Carlos IV, pero al morir su hermano mayor, se convirtió en el heredero del título y del mayorazgo familiar. De joven se dedicó al estudio de la agricultura y la industria, creando un gran establecimiento agrícola en Daimiel (Ciudad Real).
Durante la Guerra de la Independencia participó en el levantamiento del 2 de mayo. Posteriormente toda la familia tuvo que huir de Madrid a Cádiz, ya que su padre había sido elegido alcalde constitucional de Madrid entre 1812 y 1813, durante la ocupación francesa.
En 1814 contrajo matrimonio con Vicenta Moñino y Pontejos, condesa de Floridablanca, sobrina del ministro de Carlos III. Con la subida al trono de Fernando VII, su tío el infante Don Antonio le solicitó consejo, escribiendo el llamado Memorial de Miraflores. En este documento daba cuatro recomendaciones al Rey:
- No aceptar la Constitución de 1812, ya que no participó en su redacción.
- Convocar Cortes de inmediato.
- Unir a todos los políticos leales a la Corona, sin olvidar a nadie.
- Realizar un amnistía general de delitos políticos.

En 1820, como parte de la Milicia Nacional, participó en diversas acciones con el general Rafael Riego, retirándose en 1822, y evitando las persecuciones de la llamada Década Ominosa (1823-1833).

### Carrera política
Reaparece el 31 de diciembre de 1832, tomando partido por la regente María Cristina y la futura Isabel II. En 1834 comenzó su carrera diplomática, al ser nombrado ministro plenipotenciario en Londres. Su mayor logro fue la firma de la Cuádruple Alianza, entre España, el Reino Unido, Francia y Portugal por la cual la causa isabelina obtuvo el apoyo de dos grandes potencias europeas frente a las potencias absolutistas (Rusia, Austria y Prusia), abiertas partidarias del pretendiente Carlos María Isidro.
Durante la vigencia del Estatuto Real (1834 a 1836) Miraflores fue prócer del Reino. Pero en 1836, al restablecerse la Constitución de Cádiz a raíz del Motín de La Granja, se exilió a Francia.

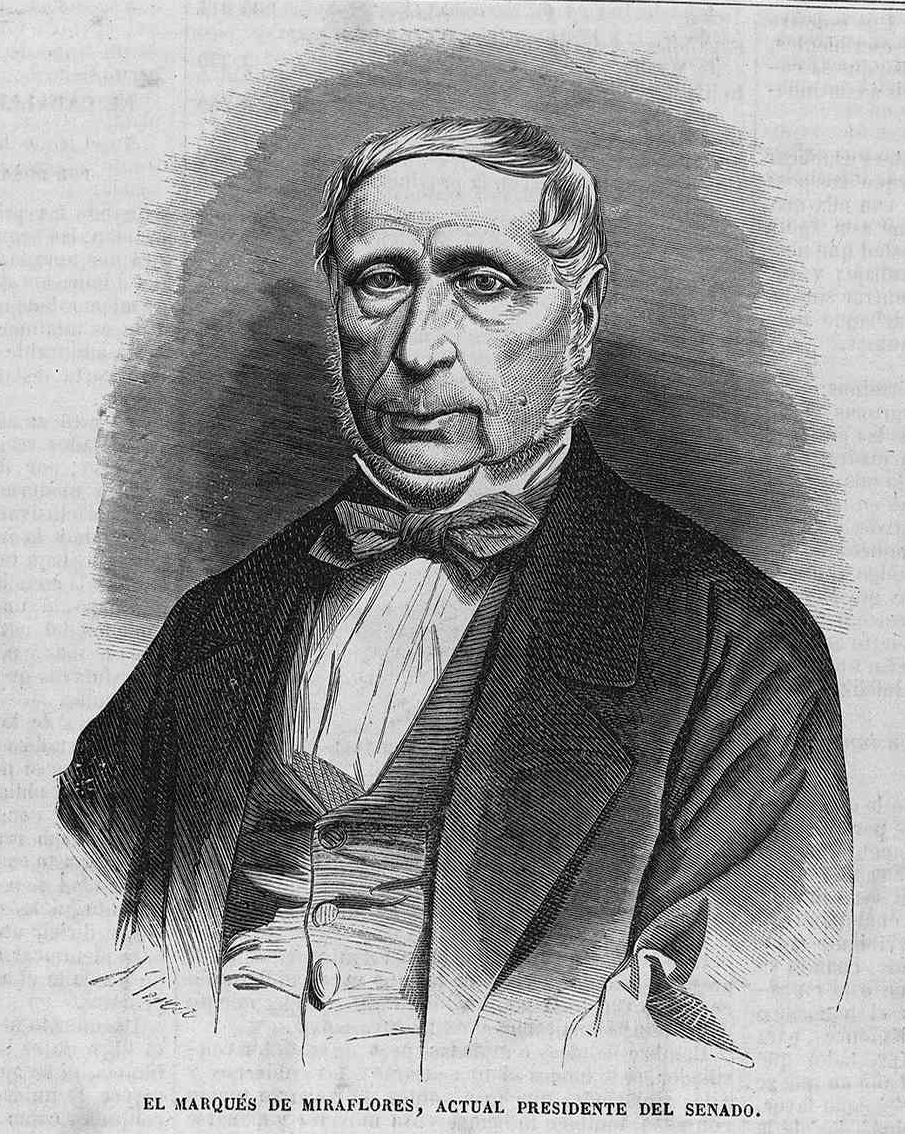
El marqués de Miraflores en un grabado a partir de dibujo de Alfredo Perea (El Museo Universal, 1868)

Su siguiente objetivo fue trabajar para acabar con la guerra carlista. Regresó a España como senador en 1838, juró la Constitución e intervino en el Convenio de Vergara. Ese mismo año fue nombrado embajador en París y acudió como embajador extraordinario a la coronación de la reina Victoria, cargos que dejó al convertirse Espartero en regente. Retornó con posterioridad a la actividad política, como senador por Barcelona.
Su carrera política culminó al ser nombrado presidente del Consejo de Ministros el 12 de febrero de 1846. La situación de España era muy grave, y había tres problemas inaplazables: la boda de Isabel II, las relaciones con el Papado, y el reconocimiento de Isabel como legítima reina de España por parte de Rusia, Austria y Prusia. Le acompañó en el gobierno otro ilustre político, Francisco Javier de Istúriz, como ministro de la Gobernación.
Su programa intentó plasmar su ideario político. En lo parlamentario buscó la legalidad, proponiendo el diálogo con los disidentes, la conciliación, y la moralidad mediante una administración honesta. Pero el verse supeditado al general Narváez, y los manejos inmorales de la regente María Cristina para lucrarse provocaron la dimisión del marqués en favor del propio Narváez.
Pasó, pues, a ocupar la presidencia del Senado (1845-1852). Tras la boda de la reina Isabel II con Francisco de Asís, y debido a su elevada moralidad y discreción, el marqués recibió el cargo de gobernador de palacio, centrándose en sanear la administración palatina, aquejada de infinitos males.
Durante la presidencia de Bravo Murillo (1851), Miraflores ocupó el Ministerio de Estado. Por su intervención, se consiguió el apoyo de Inglaterra y Francia, que con sus barcos defendieron Cuba de las ambiciones imperialistas de los Estados Unidos. El 2 de marzo (Gaceta del 3) de 1863, la reina Isabel le encargó formar gobierno, apoyándose en el marqués de La Habana, como ministro de Guerra, y Francisco Mata y Alós, como ministro de Marina. Tras cesar el 17 de enero de 1864, nuevamente pasó a ocupar la presidencia del Senado (1866-1868).
A nivel profesional destacaron sus trabajos sobre historia política de España en el siglo XIX; fue elegido miembro de la Real Academia de la Historia el 5 de julio de 1850.

## Obra
- Apuntes histórico-críticos para escribir la historia de la revolución de España, desde el año 1820 hasta 1823 (1834).
- Documentos a los que se hace referencia en los apuntes histórico-críticos sobre la Revolución de España (1834).
- Memorias para escribir la historia contemporánea de los siete primeros años del reinado de Isabel II. (1843)
- Luis Felipe de Orleans, último Rey de los franceses y su época (1851).
- Pedro Téllez Girón, Príncipe de Anglona (1851).
- De la reforma de la Constitución de 1845 verificada en 1857 y del Proyecto de Ley proponiendo la supresión de sus artículos 18 y 28 de aquella reforma (1864).
- Vida política del marqués de Miraflores, escrita por él mismo (1865).
- España antes y después de 1833. (1868)
- Francisco Javier Istúriz y Montero (1871).
- Memorias del reinado de Isabel II, Atlas, Madrid, 1964, 1.ª edición 1873.